# Zakroczym
Zakroczym é um município da Polônia, na voivodia da Mazóvia e no condado de Nowy Dwór Mazowiecki. Estende-se por uma área de 19,97 km², com 3 257 habitantes, segundo os censos de 2016, com uma densidade de 163,1 hab/km².